# Aporus andradei
Aporus andradei é uma espécie de insetos himenópteros, mais especificamente de vespas pertencente à família Pompilidae.
A autoridade científica da espécie é Wolf, tendo sido descrita no ano de 1970.
Trata-se de uma espécie presente no território português.